# Sandrans
Sandrans település Franciaországban, Ain megyében. Lakosainak száma 578 fő (2022. január 1.). Sandrans Bouligneux, La Chapelle-du-Châtelard, Châtillon-sur-Chalaronne, Relevant, Romans és Saint-Trivier-sur-Moignans községekkel határos.

## Népesség
A település népessége az elmúlt években az alábbi módon változott:
| Lakosok száma | 361  | 379  | 346  | 502  | 508  | 520  | 530  | 544  | 555  | 578  |
|               | 1968 | 1982 | 1990 | 2006 | 2013 | 2015 | 2017 | 2019 | 2020 | 2022 |